# Casa de Manso-Vidal (el Montmell)
La casa de Manso-Vidal és un edifici del Montmell inclòs a l'Inventari del Patrimoni Arquitectònic de Catalunya.

## Descripció
Al carrer major de la Joncosa hi ha tres cases que daten de temps antics, la més antiga de les quals és la coneguda popularment com Cal Cintet.
L'accés a la casa es fa a través d'una gran portalada realitzada pels amos actuals, que tanca un petit pati amb flors i una escala que mena a la veritable porta d'accés a la casa. La façana presenta en el seu cos central la porta d'entrada amb un arc de mig punt, dos balcons a la part central i a la part superior tres petites finestres d'arc de mig punt que corresponen a les golfes. A la part esquerra del cos central de l'edifici hi ha una torre, que és la part més modificada de la casa, on també podem veure unes finestres d'arc de mig punt.
A l'interior de la casa es troben nombroses espitlleres, una gruta i una presó.

## Història
La casa de Cal Cintet (1600) juntament amb dues cases més, cal Ventosa (1877) i Can Papiol, són el nucli a partir del qual s'originà el poble de la Juncosa. Aquestes cases juntament amb les seves grans propietats pertanyien a senyors feudals que tenien sota el seu domini nombrosos treballadors. Ens trobem, doncs, davant de cases feudals.
La casa de Cal Cintet fou comprada pels pares dels actuals amos al voltant de 1920, juntament amb totes les propietats.